# NGC 5456
NGC 5456 في الفهرس العام الجديد، هي مجرة، تقع في كوكبة العواء. اكتشفت في 7 فبراير 1862 بواسطة هاينريش لويس دريست.

## روابط خارجية
- NGC 5456 على موقع ويكي سكاي: DSS2, SDSS, GALEX, IRAS, Hydrogen α, X-Ray, Astrophoto, Sky Map, Articles and images